# Písečná (ort i Tjeckien, lat 49,57, long 18,79)
Písečná är en ort i Tjeckien. Den ligger i den östra delen av landet, 300 km öster om huvudstaden Prag. Písečná ligger 469 meter över havet och antalet invånare är 819.
Terrängen runt Písečná är lite kuperad. Runt Písečná är det ganska tätbefolkat, med 124 invånare per kvadratkilometer. Närmaste större samhälle är Třinec, 14,2 km nordväst om Písečná. I omgivningarna runt Písečná växer i huvudsak blandskog.